# Гора Рудакова
Гора Рудакова — потухший стратовулкан, расположенный в центральной части острова Уруп Курильской гряды, Россия. Ширина кратера составляет 700 метров, содержащего вулканическое озеро шириной 300 м. Высота 542 м. Склоны горы поросли стлаником. На северном се склоне имеется приметный утёс.